# Tony Randall
Tony Randall, pseudonimo di Aryeh Leonard Rosenberg (Tulsa, 26 febbraio 1920 – New York, 17 maggio 2004), è stato un attore, comico e cantante statunitense.

## Biografia

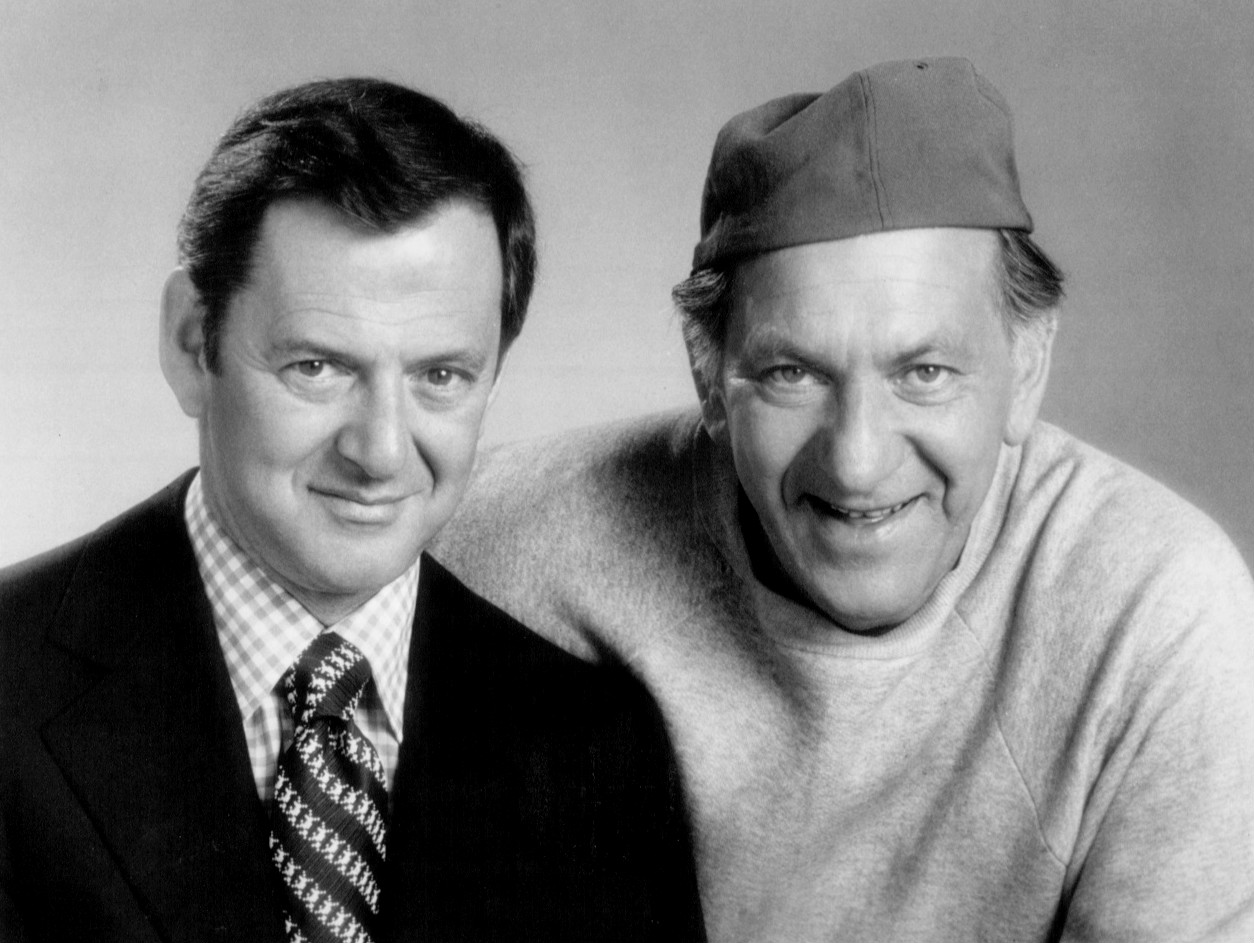
Tony Randall e Jack Klugman nella serie televisiva La strana coppia (1974)

Nato da una famiglia di religione ebraica, fu interprete dalle spiccate doti comiche. Sul grande schermo ha legato il suo nome a celebri commedie quali Il letto racconta (1960), Amore ritorna! (1961) e Non mandarmi fiori (1964), tutte e tre accanto a Rock Hudson e Doris Day. 
Apparve inoltre ne La bionda esplosiva (1957), al fianco di Jayne Mansfield, e ne Il gioco dell'amore (1959), accanto a Debbie Reynolds, e fu un ineffabile Hercule Poirot, il detective creato da Agatha Christie, nel film Poirot e il caso Amanda (1965), diretto da Frank Tashlin.
Vincitore nel 1975 di un Emmy Award per il ruolo di Felix Ungar nella sitcom americana La strana coppia, dall'omonima commedia di Neil Simon, accanto a Jack Klugman.
Alla fine degli anni ottanta fondò il National Actors Theatre di New York.
Doppiò inoltre il gremlin Brian in Gremlins 2 - La nuova stirpe (1990) e interpretò Theodore Banner in Abbasso l'amore (2003), al fianco di Renée Zellweger e Ewan McGregor.
Dopo essere rimasto vedovo nel 1992 della prima moglie Florence Mitchell, nel 1995, all'età di 75 anni, si risposò con l'attrice Heather Harlan, di 50 anni più giovane, che gli diede due figli: Julia Laurette (1997) e Jefferson Salvini (1998).
In seguito ad un intervento al cuore, nel dicembre 2003 gli fu diagnosticata una polmonite che lo portò alla morte cinque mesi dopo, nel maggio 2004, all'età di 84 anni.

## Filmografia

### Cinema
- Sabotatori (Saboteur), regia di Alfred Hitchcock (1942)
- Le donne hanno sempre ragione (Oh, Men! Oh, Women!), regia di Nunnally Johnson (1957)
- La bionda esplosiva (Will Success Spoil Rock Hunter?), regia di Frank Tashlin (1957)
- Un urlo nella notte (No Down Payment), regia di Martin Ritt (1957)
- Il gioco dell'amore (The Mating Game), regia di George Marshall (1959)
- Il letto racconta  (Pillow Talk), regia di Michael Gordon (1959)
- Le avventure di Huck Finn (The Adventures of Huckleberry Finn), regia di Michael Curtiz (1960)
- Facciamo l'amore (Let's Make Love), regia di George Cukor (1960)
- Amore ritorna! (Lover Come Back), regia di Delbert Mann (1961)
- Venere in pigiama (Boy's Night Out), regia di Michael Gordon (1962)
- Due settimane in un'altra città (Two Weeks in Another Town), regia di Vincente Minnelli (1962)
- Island of Love, regia di Morton DaCosta (1963)
- Le 7 facce del Dr. Lao (7 Faces of Dr. Lao), regia di George Pal (1964)
- La più allegra avventura (The Brass Bottle), regia di Harry Keller (1964)
- I 4 di Chicago (Robin and the 7 Hoods), regia di Gordon Douglas (1964)
- Non mandarmi fiori! (Send Me No Flowers), regia di Norman Jewison (1964)
- Un leone nel mio letto (Fluffy), regia di Earl Bellamy (1965)
- Poirot e il caso Amanda (The Alphabet Murders), regia di Frank Tashlin (1965)
- Il nostro uomo a Marrakesh (Our Man in Marrakesh), regia di Don Sharp (1966)
- L'incredibile casa in fondo al mare (Hello Down There), regia di Jack Arnold (1969)
- Tutto quello che avreste voluto sapere sul sesso* *ma non avete mai osato chiedere (Everything You Always Wanted to Know About Sex* *but Were Afraid to Ask), regia di Woody Allen (1972)
- The All-American Boy, regia di Charles Eastman (1973)
- Scavenger Hunt, regia di Michael Schultz (1979)
- Foolin' Around, regia di Richard T. Heffron (1980)
- Re per una notte (The King of Comedy), regia di Martin Scorsese (1982)
- That's Adequate, regia di Harry Hurwitz (1989)
- It Had to Be You, regia di Joseph Bologna e Renée Taylor (1989)
- Fatal Instinct - Prossima apertura (Fatal Instinct), regia di Carl Reiner (1993)
- Abbasso l'amore (Down with Love), regia di Peyton Reed (2003)
- It's About Time, regia di Kevin Shinick (2005)

### Televisione
- One Man's Family - serie TV (1949)
- Short Short Dramas - serie TV, 1 episodio (1953)
- The Gulf Playhouse - serie TV, 1 episodio (1953)
- The Pepsi-Cola Playhouse - serie TV, 1 episodio (1953)
- Kraft Television Theatre - serie TV, 2 episodi (1953-1954)
- The Motorola Television Hour - serie TV, 1 episodio (1954)
- Armstrong Circle Theatre - serie TV, 1 episodio (1954)
- Mister Peepers - serie TV, 57 episodi (1952-1955)
- Appointment with Adventure - serie TV, 2 episodi (1955)
- The Philco Television Playhouse - serie TV, 3 episodi (1949-1955)
- Max Liebman Spectaculars - serie TV, 1 episodio (1956)
- Studio One - serie TV, 2 episodi (1952-1957)
- The Alcoa Hour - serie TV, 2 episodi (1956-1957)
- Goodyear Television Playhouse - serie TV, 3 episodi (1954-1957)
- Westinghouse Desilu Playhouse – serie TV, episodio 1x15 (1959)
- Playhouse 90 - serie TV, 2 episodi (1957-1959)
- Goodyear Theatre - serie TV, 2 episodi (1959)
- The United States Steel Hour - serie TV, 1 episodio (1959)
- Sunday Showcase - serie TV, 1 episodio (1960)
- The Man in the Moon - film TV (1960)
- Startime - serie TV, 1 episodio (1960)
- World Wide '60 - serie TV, 1 episodio (1960)
- Hooray for Love - film TV (1960)
- General Electric Theater – serie TV, episodio 9x12 (1960)
- Open Windows - film TV (1960)
- Scacco matto (Checkmate) – serie TV, episodio 2x02 (1961)
- Arsenic & Old Lace - film TV (1962)
- L'ora di Hitchcock (The Alfred Hitchcock Hour) – serie TV, episodio 1x12 (1962)
- The Danny Kaye Show - serie TV, 1 episodio (1965)
- Vacation Playhouse - serie TV, 1 episodio (1965)
- ABC Stage 67 – serie TV, episodio 1x25 (1967)
- Off to See the Wizard - serie TV, 1 episodio (1967)
- That's Life - serie TV, 1 episodio (1968)
- The Littlest Angel - film TV (1969)
- Love, American Style - serie TV, 1 episodio (1970)
- The Red Skelton Show - serie TV, 2 episodi (1966-1971)
- Here's Lucy - serie TV, 1 episodio (1971)
- The Sonny and Cher Comedy Hour - serie TV, 1 episodio (1972)
- The Bob Hope Show - serie TV, 2 episodi (1960-1973)
- Happy Days - serie TV, 1 episodio (1974)
- La strana coppia (The Odd Couple) - serie TV, 114 episodi (1970-1975)
- The Carol Burnett Show - serie TV, 2 episodi (1972-1976)
- The American Parade - miniserie TV, 1 episodio (1976)
- The Brady Bunch Variety Hour - serie TV, 1 episodio (1976)
- L'impareggiabile giudice Franklin (The Tony Randall Show) - serie TV, 44 episodi (1976-1978)
- Kate Bliss and the Ticker Tape Kid - film TV (1978)
- Sidney Shorr: A Girl's Best Friend - film TV (1981)
- Con affetto, tuo Sidney (Love, Sidney) - serie TV, 44 episodi (1981-1983)
- La piccola grande Nell (Gimme a Break!) - serie TV, 1 episodio (1984)
- My Little Pony - film TV, solo voce (1984)
- Pigs vs. Freaks - film TV (1984)
- Hitler's S.S.: Portrait in Evil - film TV (1985)
- Disneyland - serie TV, 1 episodio (1986)
- Salvate il cane (Save the Dog!) - film TV (1988)
- L'uomo dall'abito marrone (The Man in the Brown Suit) - film TV (1989)
- The Odd Couple: Together Again - film TV (1993)
- Late Night with Conan O'Brien - serie TV, 1 episodio (1996)
- Due papà da Oscar (Brother's Keeper) - serie TV, 1 episodio (1999)

## Doppiatori italiani
Nelle versioni in italiano delle opere in cui ha recitato, Tony Randall è stato doppiato da:
- Gianfranco Bellini in La bionda esplosiva, Il letto racconta…, Facciamo l'amore, Amore, ritorna!, Non mandarmi fiori, Re per una notte, La strana coppia (1ª edizione)
- Cesare Barbetti in Un urlo nella notte, Il gioco dell'amore, Venere in pigiama
- Stefano Sibaldi in Le avventure di Huck Finn
- Carlo Romano in Poirot e il caso Amanda
- Massimo Foschi in Tutto quello che avreste voluto sapere sul sesso* (*ma non avete mai osato chiedere)
- Gil Baroni in Happy Days
- Romano Malaspina in L'impareggiabile giudice Franklin
- Carlo Reali in La strana coppia (2ª edizione)
- Gianni Bonagura in Abbasso l'amore

Da doppiatore è sostituito da:
- Eros Pagni in Gremlins 2 - La nuova stirpe

## Premi e riconoscimenti
- Primetime Emmy Awards
  - 1975 - Migliore attore protagonista in una serie commedia - La strana coppia